# Сложная адаптивная система

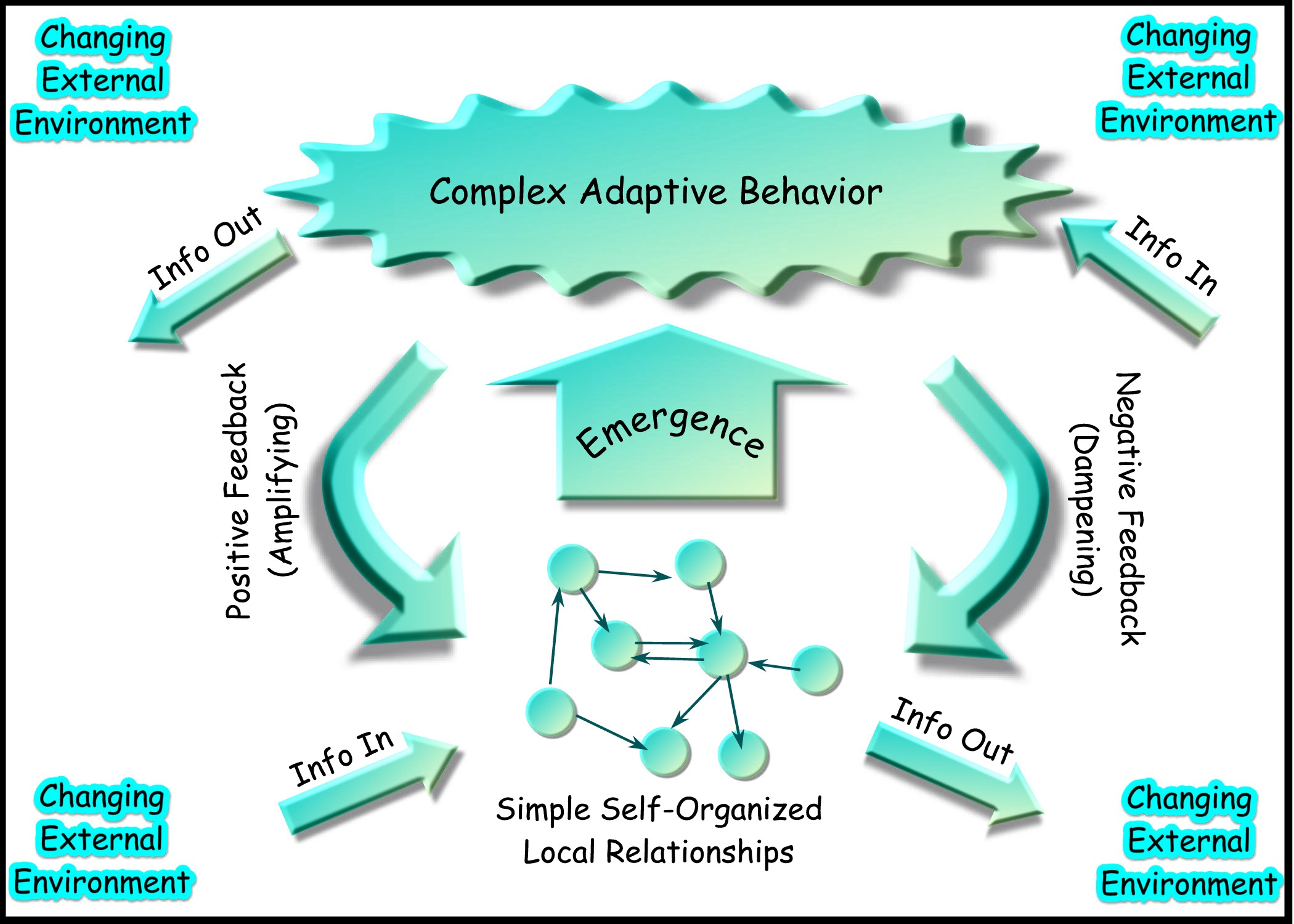
Схема сложной адаптивной системы

Сложная адаптивная система (САС) — сложная система, обладающая следующими свойствами:
1. состоит из подсистем, которые также являются САС;
2. является открытой системой, обменивающейся с окружением веществом, энергией и информацией;
3. является сложной системой, свойства которой невыводимы из свойств её подсистемных уровней;
4. обладает самоподобием (фрактальное строение);
5. способна к адаптивной активности, за счет которой прирастают полезные способности и уменьшаются бесполезные и вредные способности;
6. способна поддерживать своё стационарное состояние;
7. способна наращивать упорядоченность (order) и сложность (complexity) за счет адаптивной активности.

Примерами САС являются живые системы (living systems) и социоэкономические системы. Существует несколько разных способов описания САС. Их можно разделить на два класса.
(1) Теории, в которых макродинамические регулярности выводятся посредством моделирования ансамбля отдельных «агентов», действующих по некоторым адаптивным правилам. При этом ансамбль как единое целое генерирует определенные макрозакономерности. Эта теория спонтанного возникновения самоупорядоченности активно развивается в рамках исследований Santa Fe Institute.
(2) Другой способ описания макродинамики САС исходит из предположения, что некоторые наиболее фундаментальные свойства САС могут быть выведены из таких общих свойств этих систем, как присущая им способность адаптироваться к меняющемуся окружению. Этот подход не требует привлечения какой-либо информации о строении САС, или знания её микроструктуры. Этот подход, позволяющий выводить некоторые макродинамические закономерности САС из общих свойств таких систем известен как

## Метод Системного Потенциала (МСП)
МСП-подход выводит макродинамические свойства Системы из её способности адаптироваться к меняющемуся окружению. Эта способность выражается в наличии у таких Систем следующих двух свойств: (1) способности аккумулировать и использовать полезный опыт и (2) способности поддерживать своё временно-равновесное состояние. Первое свойство может быть представлено как петля положительной обратной связи: «полезный опыт» — «адаптивная деятельность» — «прирост в полезном опыте». Второе свойство можно представить как действие отрицательной (стабилизирующей) обратной связи: «отклонение от временно-равновесного состояния» — «внутренние процессы в САС» — «возвращение к временному равновесному состоянию». Согласно МСП-подходу динамика САС на макро-уровне определяется взаимодействием положительной и отрицательной петель обратной связи. Эти два процесса выражают на макроуровне адаптивное поведение отдельных частей и подсистем САС (например, агентов в экономической САС).
Полезный опыт делится на потенциал системы и условия его реализации. В зависимости от условий применяется лишь часть имеющегося потенциала. Доля реализуемой (применяемой) части потенциала характеризует эффективность САС. Система стремится реализовать полностью имеющийся потенциал. По мере её развития доля нереализуемой части потенциала уменьшается, а значит эффективность САС растет. Однако при этом растет и неустойчивость временно-равновесного состояния. В результате Система становится чувствительна к малым случайным возмущениям. Существуют два вида нестабильного временно-равновесного состояния. Как только Система оказывается в окрестности одного из этих нестабильных состояний, она под действием малого случайного возмущения совершает катастрофический скачок в новое стабильное временно-равновесное состояние. Так формируется эволюционный цикл развития Системы, состоящий из двух фаз плавного роста эффективности и двух катастрофических скачков эффективности САС. Фаза плавного роста с низкими значениями эффективности — это фаза «депрессии», фаза плавного роста с высокими значениями эффективности — это фаза «процветания», эвкатастрофический скачок эффективности вверх — фаза «оживления» после «депрессии» и фаза катастрофического падения эффективности — фаза «кризиса» САС. Применение МСП-подхода к экономике дает модель бизнес-цикла в виде нерегулярных релаксационных колебаний.
МСП-моделирование САС используется для изучения поведения реальных САС (экосистем, экономико-социальных систем, фондовых рынков,...).
Применение МСП-моделирования для изучения экономических сложных адаптивных систем рассматривается в книге Pushnoi (2017). Приводится классификация возможных кризисов в развитии экономической САС, Дан МСП-анализ развития экономических систем Европы и США за период 1950-2014.